# Lill-Kilholmen
Lill-Kilholmen is een van de eilanden van de Lule-archipel. Het eiland ligt op 100 meter uit de kust van het vasteland in de Rånefjärden in het noorden van de Botnische Golf. Het eiland hoort bij Zweden en heeft enige bebouwing, maar geen oeververbinding.
Ågrundet · Alskäret · Avasjögrundet · Fågelreven · Flakaskäret · Fliggen · Furuholmen · Grangrundet · Granholmen · Hällholmen · Kilsgrundet · Köpmanholmen · Långholmen · Laxön · Laxögrundet · Lill-Kilholmen · Lönngrundet · Piltreven · Rödbergsgrunden · Sandviksreven · Skärgrundet · Skärgrundsflagan · Stor-Kilholmen · Stor-Lönngrundet · Troppen · Yttre Sandgrundet